# Farinha de mandioca

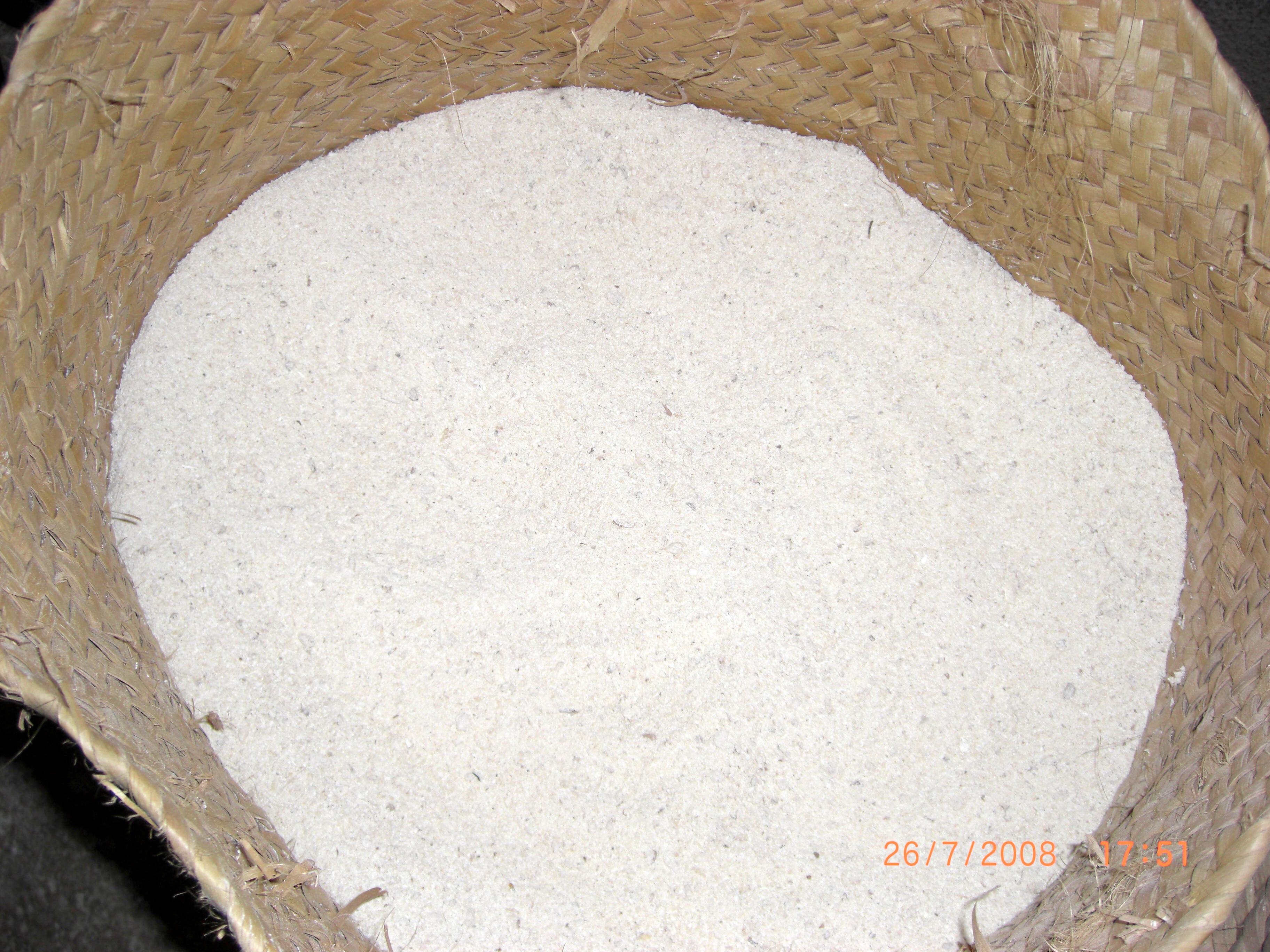
Farinha de mandioca em cesto de palha de carnaúba

A farinha de mandioca, também conhecida como farinha-da-terra, farinha-de-pau, farinha-de-guerra, farinha suruí, farinha de mesa e farinha seca, é a farinha comum, branca e fina, feita a partir da raiz de mandioca. De origem ameríndia, é um alimento bastante comum no Brasil. É considerado um prato versátil e uma boa fonte de hidratos de carbono e fibras, além de possuir fácil digestibilidade. Como não possui glúten, é indicada para a alimentação de celíacos.
De acordo com a lei federal nº 15.051, de 20 de dezembro de 2024, fica conferido o título de Capital Nacional da Farinha de Mandioca ao Município de Cruzeiro do Sul, no Estado do Acre.[carece de fontes?]